# Anathallis herpetophyton
Anathallis herpetophyton är en orkidéart som först beskrevs av Rudolf Schlechter, och fick sitt nu gällande namn av Carlyle August Luer. Anathallis herpetophyton ingår i släktet Anathallis och familjen orkidéer. Inga underarter finns listade i Catalogue of Life.